# 中星9B
中星9B是由中国空间技术研究院（中国航天科技集团公司五院）制造的一颗广播电视直播卫星。

## 简介
中星9B卫星于2021年9月9日19时50分搭载长征三号乙运载火箭，在西昌卫星发射中心发射升空。点火约一个小时后，卫星进入预定轨道，太阳能帆板正常展开，发射取得成功。
中星9B采用东方红四号增强型平台，设计寿命15年，提供Ku波段卫星广播业务（BSS）规划频段转发器直播服务，定点于东经101.4度的赤道上空，接替因推进剂耗尽而提前报废的中星9A卫星。相比于中星9A卫星，中星9B卫星覆盖范围更大，覆盖区域能力更强。除接替中星9A开展业务外，中星9B还是中星9号的备份星。该卫星还特别设计了专门的54MHz转发器，支持4K及8K超高清视频节目传输，有望用于2022年北京冬奥会等活动的信号传输。
2021年9月28日，中星9B开始发射信号，首批节目为中央广播电视总台、中国教育电视台及部分地方少数民族语言节目；2021年10月10日，中星9B南海波束开始发射信号，节目包括总台、中国教育电视台及中国东南沿海部分省市广播电视节目。